# Tereza Kostková
Tereza Kostková (nacida el 14 de junio de 1976) es una actriz y presentadora de televisión checa, hija de los actores Petr Kostka y Carmen Mayerová.

## Biografía

### Carrera
Después de graduarse de la escuela secundaria, Kostková estudió en la escuela de actuación VOŠ herecká, donde obtuvo un título asociado y luego comenzó a trabajar en teatro.
Entre 1997 y 1999 trabajó en Západočeské divadlo en Cheb y entre 1999 y 2014 en Divadlo pod Palmovkou en Praga. Ha actuado activamente en otros teatros, incluido el Teatro Broadway (Praga).
Desde 2006, es copresentadora del programa de televisión StarDance con Marek Eben. En 2009, fue copresentadora de Duety… když hvězdy zpívají con Aleš Háma.
Kostková ha aparecido en numerosos programas de televisión, incluidos Bazén, Proč bychom se netopili, Pojišťovna štěstí, Ordinace v růžové zahradě 2, Obchoďák, Cesty domů, Vinaři y Temný Kraj. Sus papeles cinematográficos incluyen Líbáš jako ďábel (2012) y Ženy v běhu (2019).

### Vida personal
Kostková es pariente lejana del actor Rudolf Hrušínský, por parte de su padre.
Entre 2006 y 2015 estuvo casada con el director y manager de teatro Petr Kracik, con quien tiene un hijo, Antonín. Desde 2018 está casada con Jakub Nvota.

## Filmografía seleccionada

### Películas
| Año  | Título               | Papel           |
| ---- | -------------------- | --------------- |
| 2006 | Všechno nejlepší!    | Evička          |
| 2012 | Líbáš jako ďábel     | Monika          |
| 2016 | Bezva ženská na krku | Klára Vomáčková |
| 2019 | Ženy v běhu          | Marcela         |

### Televisión
| Año     | Título                      | Papel                           | Notes         |
| ------- | --------------------------- | ------------------------------- | ------------- |
| 2003    | Četnické humoresky          | Amálie                          | 2 episodios   |
| 2004–10 | Pojišťovna štěstí           | Andrea Krausová                 | 59 episodios  |
| 2005    | Bazén                       |                                 | 8 episodios   |
| 2009    | Proč bychom se netopili     | Lída                            | 10 episodios  |
| 2009–11 | Ordinace v růžové zahradě 2 | Dana Zadinová / Danuse Holubová | 114 episodios |
| 2011–15 | Cesty domů                  | Bára Vítková                    | 137 episodios |
| 2012    | Obchoďák                    | Vanda Plavcová                  | 32 episodios  |
| 2014–15 | Vinaři                      | Katerina Hýsková                | 19 episodios  |
| 2017–19 | Temný Kraj                  | Tereza Coufalová                | 26 episodios  |